# 大阪市立粉浜小学校
大阪市立粉浜小学校（おおさかしりつ こはま しょうがっこう）は、大阪府大阪市住之江区にある公立小学校。
1877年に創立し、住之江区では最も歴史の古い小学校のひとつとなっている。東南の粉浜商店街と接する壁の外に、かつての粉浜村の中心を示す石の粉浜村元標が建っている。

## 沿革

### 学校の創立
現在の粉浜地区は、明治時代初期までは西成郡今在家村・中在家村の2村に分かれていた。明治時代初期の学制発布により、1874年に今在家村の松岸寺（現在の住之江区粉浜3丁目）に西成郡第一小区第二番小学校（今在家学校）、中在家村の西願寺（現在の住之江区粉浜3丁目）に西成郡第一小区第四番小学校（中在家学校）の2校がそれぞれ設置された。
今在家村・中在家村とも小さな村だったため、村単独の小学校は学校運営上の負担が重いとして、1877年9月1日に今在家・中在家の2校が統合し、今在家村・中在家村2村の連合で、今在家村265番地（現在の住吉区東粉浜3丁目）に西成郡公立長尾小学校を設置した。長尾の校名は、この地域の古称「長峡（ながお）の里」から名付けられた。学校沿革史の上では、長尾小学校開校を学校創立と位置づけている。
今在家村・中在家村は町村制の実施により1889年に合併し、西成郡粉浜村となった。
明治時代中期には地域に工場が進出し、また地域の人口も増加した。児童数が増加して従来の敷地が手狭になったことから、1897年には現在地に移転した。移転当初は敷地に粉浜村役場が併設され、また校舎は大阪商船学校分教場校舎の払い下げを受けて移築している。
学校の名称は、西成郡長尾簡易小学校・西成郡長尾尋常小学校・西成郡長尾尋常高等小学校の名称を経て、1924年には村の名前をとった西成郡粉浜尋常高等小学校へと改称している。

### 昭和初期の学校
1925年の大阪市第二次市域拡張により、粉浜村は大阪市西成区に編入された。これに伴い学校名も大阪市粉浜尋常高等小学校へと改称している。
昭和時代初期、児童数の過密化が目立つようになった。このため過密を緩和する目的で、従来の校区のうち南海本線の線路以東を分離する形で、大阪市粉浜第二尋常高等小学校（現在の大阪市立東粉浜小学校）が1930年に開校している。
1939年には粉浜小学校の高等科が粉浜第二小学校へと移管された。これに伴い大阪市粉浜尋常小学校へと改称している。

### 国民学校時代
1941年には国民学校令により、大阪市粉浜国民学校へと改称した。
1943年4月には、大阪市の行政区分増区、および行政区の境界整理が実施された。これに伴い、西成区のうち都市計画道路（現在の南港通）予定地以南が住吉区へと分離編入されることになり、粉浜地区のほぼ全域が西成区から住吉区へ変更されることになった（1974年7月南海本線以西は住之江区に分区）。分増区・区の境界整理の際に校区の見直しもおこなわれ、地域南側に隣接する浜口地区および住吉公園を粉浜国民学校の校区に編入した。
太平洋戦争の戦局悪化により、1944年には学童集団疎開が実施されることになった。住吉区の国民学校には大阪府泉州地域が疎開先として割り当てられ、粉浜国民学校では堺市および泉北郡高石町・取石村（いずれも現在の高石市）への集団疎開を実施している。

### 終戦・学制改革以降
1945年10月に疎開先から児童が帰校し、授業が再開された。1947年には学制改革により、大阪市立粉浜小学校へと改称されている。
1950年代には児童数の増加が進み、ピーク時には3000人近くの児童が在籍していた。このため教室が足りなくなり、二部授業を実施していた。
過密解消のために1957年に分校を設置した。分校は5年生を収容する学年分校となったのち、校区の一部地区在住児童を収容する地域分校になった。分校は1965年、従来の粉浜小学校校区の北部を分離する形で大阪市立北粉浜小学校として独立開校している。

### 年表
- 1874年2月 - 西成郡今在家村が今在家学校を設立。
- 1874年4月 - 西成郡中在家村が中在家学校を設立。
- 1877年9月1日 - 今在家・中在家の2校合併し、長尾小学校として創立。
- 1887年 - 西成郡長尾簡易小学校と改称。
- 1890年 - 西成郡長尾尋常小学校と改称。
- 1909年 - 高等科を併設。西成郡長尾尋常高等小学校と改称。
- 1897年 - 現在地に移転。
- 1924年 - 西成郡粉浜尋常高等小学校と改称。
- 1925年4月1日 - 大阪市に編入。大阪市粉浜尋常高等小学校と改称。
- 1930年4月1日 - 大阪市粉浜第二尋常小学校（現在の大阪市立東粉浜小学校）を分離。
- 1934年9月21日 - 室戸台風で校舎倒壊。
- 1939年4月1日 - 高等科を粉浜第二小学校（東粉浜小学校）へ移管。大阪市粉浜尋常小学校と改称。
- 1941年4月1日 - 国民学校令により、大阪市粉浜国民学校と改称。
- 1943年4月1日 - 校区を変更。浜口地区を校区に編入。
- 1944年9月 - 堺市および泉北郡高石町に集団疎開。
- 1947年4月1日 - 学制改革により、大阪市立粉浜小学校と改称。
- 1950年9月 - ジェーン台風で校区に浸水被害。避難所となる。
- 1957年7月8日 - 分校を設置。
- 1965年 - 分校が大阪市立北粉浜小学校として分離開校。
- 1972年6月 - 光化学スモッグの被害を受ける（大阪市の小学校では初めての被害）。

## 通学区域
- 大阪市住之江区 粉浜2-3丁目、粉浜西2丁目（一部）、粉浜西3丁目、浜口東1丁目、浜口西1丁目。

卒業生は大阪市立住吉第一中学校に進学する。

## 交通
- 南海本線 粉浜駅 西へ約100m。
- Osaka Metro四つ橋線 玉出駅 南へ約600m。